# قشلاق أورتاداغ تابدوق (مقاطعة بيله سوار)
قشلاق أورتاداغ تابدوق (بالفارسية: قشلاق اورتاداغ تاپدوق) هي منطقة سكنية تقع في إيران في أردبيل. يقدر عدد سكانها بـ 31 نسمة .